# Mark Wilson (giocatore di football americano)
Mark Wilson (San Jose, 11 novembre 1980) è un ex giocatore di football americano statunitense.

## Nella NFL
Scelto al draft dai Washington Redskins, nella stagione 2004 ha giocato 2 partite di cui una sola da titolare nella NFL.
Nella stagione 2005 non ha giocato per infortunio.
Nella stagione 2006 è passato agli Oakland Raiders ma non è mai sceso in campo, così come nella stagione 2007.
Nella stagione 2008 è rimasto nella squadra delle riserve future senza mai prendere parte a una partita.
Il 5 settembre 2009 è stato svincolato.